# أحمد نمر الخطيب
أحمد نمر سليمان الخطيب (1959) شاعر وصحفي أردني، عضو في الهيئة الإدارية لرابطة الكتاب الأردنيين بفرع إربد، وهو عضو رابطة الكتاب الأردنيين واتحاد الكتاب العرب. له دواوين شعرية عديدة ومؤلفات في النقد.

## سيرته
ولد في مخيم إربد عام 1959، ونشأ بها، ودرس بها حيث درس المرحلة الابتدائية والإعدادية في مدارس وكالة الغوث، ثمّ انتقل في المرحلة الثانوية إلى مدرسة إربد الثانوية للبنين، وتخرج فيها عام 1977، ثم التحق بجامعة زاغرب في يوغسلافيا لدراسة الطب، وحالت الظروف دون إكمال تعليمه الجامعي.
عمل في جريدة الرأي في القسم الثقافي، ورأس وكالة الرشاش الإخبارية. بدأ كتابة الشعر في المرحلة الإعدادية، ونشر القصيدة الأولى عام 1978 في مجلة الفجر الأدبي وفي 1982 بدأ النشر في الملاحق الثقافية الرأي، الدستور، صوت الشعب إلى جانب المجلات الثقافية الأردنية أفكار، صوت الجيل، ومجلة عمان، وجرش الثقافية، واليرموك الثقافية، بالإضافة إلى المجلات والصحف العربية مثل الرافد، البحرين الثقافية، المنتدى، الفيصل، أدب ونقد، إبداع، كتابات معاصرة، الموقف الأدبي.
- الجوائز:

جائزة الطيب صالح العالمية للإبداع الكتابي 2021 المركز الأول في مجال الشعر

## مؤلفاته
من دواوينه الشعرية:
- أصابع ضالعة في الانتشار، 1985
- حاجز الصوت، 1990
- أنثى الريح، 1991
- اللهاث القتيل، 1993
- مرايا الضرير، 1994
- لا يقل الكلام، 1996
- أرى أنه ليس في حلمه، 1998
- عليك بمائي، 1999
- أيها الغيم يا صاحبي في المسيرة، 2000
- أيامه السبوع يكتب شمس غايته، 2001
- رفعت خيالي إلى سكرتي، 2002
- أحوال الكتابة، 2005
- وما زلتُ أمشي،2005
- باتجاه قصيدة أخرى، 2007
- حمّى في جسد البحر،2009
- لا تقل للموت خذ ما شئت من وقت إضافي، 2009
- حارس المعنى، 2010
- كأني لست من حرسي، 2011
- كما أنت الآن كنت أنا، 2012
- هذه سبلي وأيامي 2014
- جبل خافت في سلال القرى 2017
- قميص الأثر 2020
- تغريبة حارس المعنى 2021

كواشين صالحة للنشر 2021
- أوغلت بالتشبيه فانكسرت مرايا 2022
- الأعمال الشعرية ستة مجلدات 2023

وله في النقد:
- مفرد في غمام السفر، 2005
- الشعرية المتحركة،2007